# 楽焼
楽焼（らくやき）
1. 日本の伝統的な陶器の一種。
2. 樂吉左衛門家における焼物。
3. 素焼きの陶器に絵付けをする、素人の楽しみの為の簡単な焼き物。

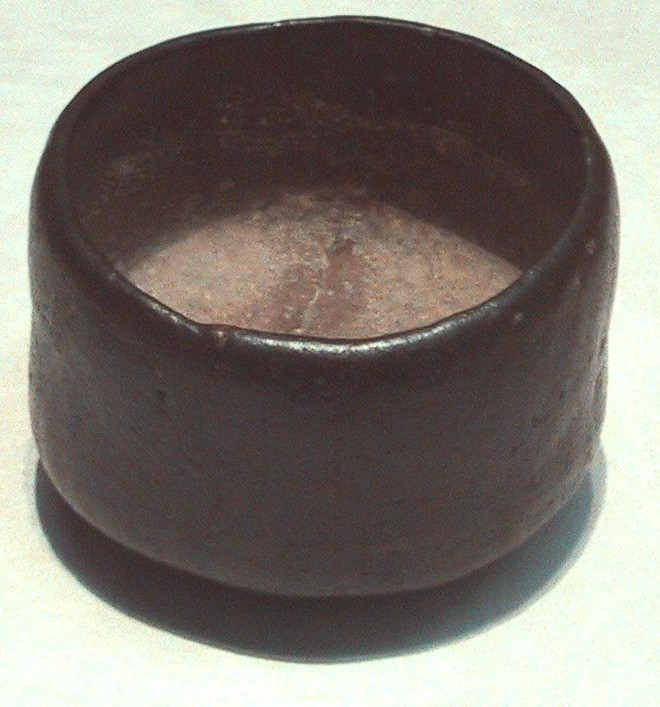
黒楽茶碗

楽焼（らくやき）は、轆轤を使用せず、手とへらだけで成形する「手捏ね」（てづくね）と呼ばれる方法で成形した後、750℃ - 1,200℃で焼成した軟質施釉陶器である。また、楽茶碗を生み出した樂（田中）家の歴代当主が作製した作品を楽焼という。またその手法を得た弥兵衛焼（後の玉水焼）、金沢の大樋焼も楽焼の一種である。
広義には同様の手法を用いて作製した陶磁器全体を指す。
千利休らの嗜好を反映した、手捏ねによるわずかな歪みと厚みのある形状が特徴である。利休の考えでは、狭い茶室が「洞窟」、楽焼の茶器が「泥」にたとえられ、もっとも人の手や技巧のない状態での「茶道」を想像させるものとされる。茶道具（茶碗、茶器、水指、花入、香合、蓋置、建水など）や炭道具（灰器、火入、香炉など）のほか、向付などの懐石具として使用される。

## 歴史
天正年間（16世紀後半）、陶工または瓦職人だった樂家初代長次郎が千利休の指導により、利休の侘び茶に叶う茶碗(楽茶碗)を生み出したのが始まり。その際、聚楽第を建造する際に土中から掘り出された土（聚楽土）を使い、当初は「聚楽焼」（じゅらくやき）と呼ばれていた。
田中常慶（樂家では二代目）の父、田中宗慶が豊臣秀吉より聚楽第からとった樂の銀印を賜り、これを用いるとともに家号にしたことから楽焼となった、との説が広く知られる。
楽家は2024年時点で十六代目。十四代目は1978年、京都市の楽家窯元隣に樂美術館を開館させた。
楽家の楽焼を本窯、傍流の楽焼を脇窯（玉水焼、大樋焼、久楽焼など）という。

## 特徴

### 黒楽
初期の製法としては、素焼き後に加茂川黒石からつくられた鉄釉をかけて陰干し、乾いたらまた釉薬をかけるといったことを十数回繰り返してから1000℃程度で焼成する。焼成中に釉薬が溶けたところを見計らって窯から引き出し急冷することで、黒く変色する。これは美濃焼と共通する手法である。
天正9年（1581年） - 同14年（1586年）頃に長次郎によって黒楽茶碗が焼かれたのが始まりである。

### 赤楽
赤土を素焼きし、透明の釉薬をかけて800℃程度で焼成した本阿弥光悦や、樂道入（ノンコウ）の作品などが有名である。利休のエピソードに秀吉は黒楽を嫌い赤楽を好んだとある（『神屋宗湛日記』）。

## 玉水焼
楽家の四代目である楽一入の庶子であった一元が江戸時代の元禄年間、母方の実家である伊縫（いぬい）家があった山城国玉水（現・京都府井手町）で開窯した。
玉水焼は八代続き、明治初期に廃窯となった。